# Элерт, Луи
Луи Элерт (фр. Louis нем. Ehlert; 23 января 1825, Кёнигсберг — 4 января 1884, Висбаден) — немецкий пианист, композитор, музыкальный критик и педагог.

## Биография
Происходил из купеческой семьи, в юности по торговым делам предпринял поездку в Москву. В 1845 г. поступил в Лейпцигскую консерваторию, где его наставниками были Феликс Мендельсон и Роберт Шуман. C 1850 г. работал в Берлине как музыкальный педагог и критик; в газете «Сигналы для музыкального мира» опубликовал, в частности, очерки творчества Мендельсона, Шумана и Фридерика Шопена. В 1863—1865 гг. руководил во Флоренции хором «Società Cherubini». В 1869—1871 гг. преподавал в Берлине в школе пианистов, основанной Карлом Таузигом. Вынужден был оставить Берлин из-за слабого здоровья жены, в дальнейшем работал в Майнингене и Висбадене, где среди его учеников был Эдуард Макдауэлл.
Основные музыкальные произведения Элерта — Весенняя симфония (нем. Frühlingssinfonie), увертюра «Хафиз», Requiem für ein Kind, хоровые и вокальные сочинения. Определённой известностью пользовались его статьи и очерки, составившие книги «Письма о музыке к одной знакомой даме» (нем. Briefe über Musik an eine Freundin) и «Из мира звуков» (нем. Aus der Tonwelt), выдержавшие несколько изданий и переведённые на английский язык. Был также опубликован путевой дневник Элерта «Римские дни» (нем. Römischen Tage; 1867, 2-е издание 1888).